# 838 Seraphina
838 Seraphina este un asteroid din centura principală, descoperit pe 24 septembrie 1916, de Max Wolf.